# Aaron Diehl

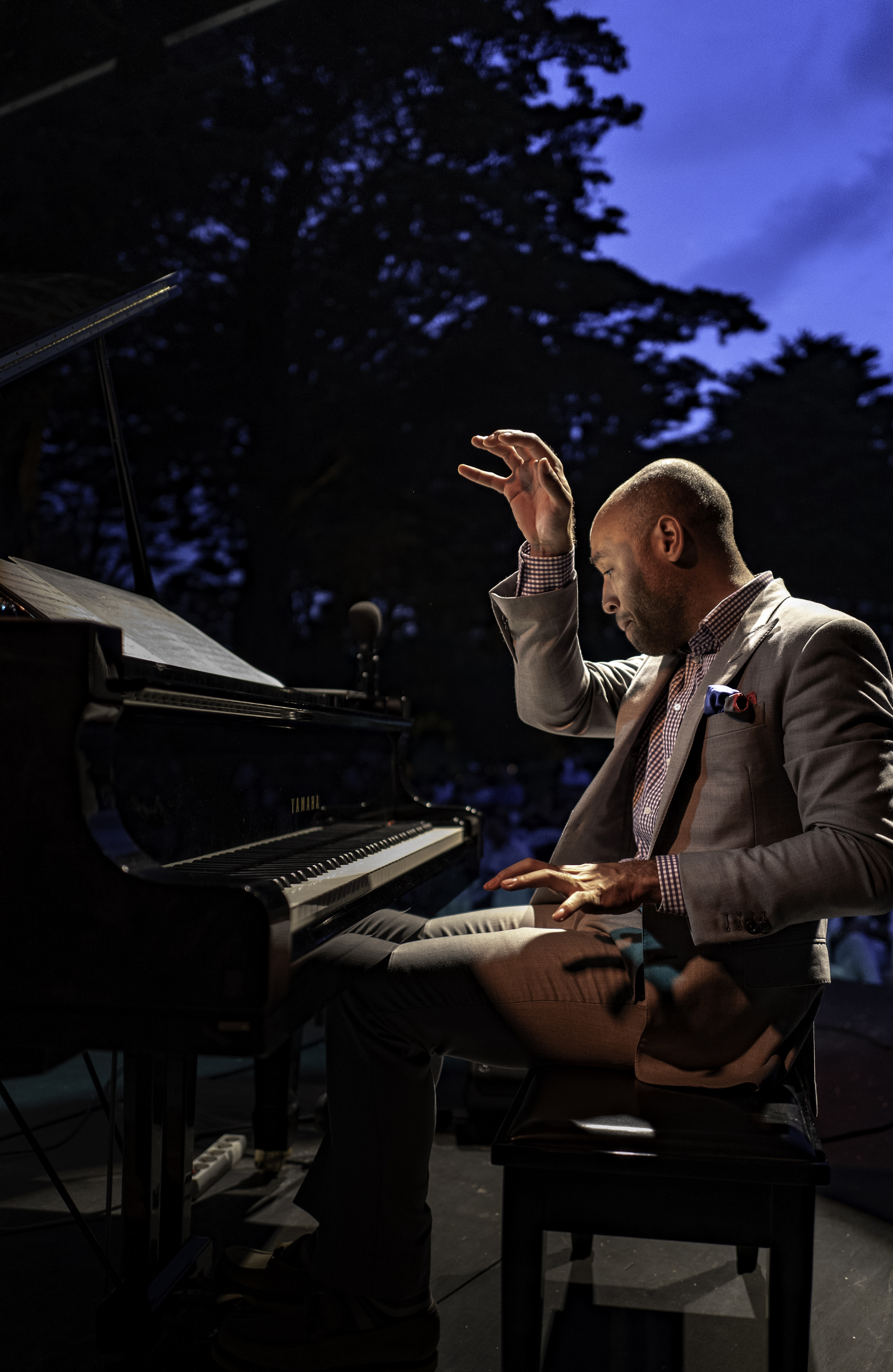
Aaron Diehl, 2019

Aaron Diehl (* 22. September 1985 in Columbus, Ohio) ist ein amerikanischer Jazzmusiker (Piano, Komposition).

## Leben und Wirken
Diehl, dessen Großvater Pianist und Posaunist war, begann im Alter von sieben Jahren mit klassischem Klavierunterricht. Daneben besuchte er das Interlochen Arts Camp, wo er mit den Werken von Oscar Peterson und Art Tatum vertraut gemacht wurde.
Im Alter von 17 Jahren war Diehl Finalist des Wettbewerbs Essentially Ellington am Lincoln Center, wo ihn Wynton Marsalis entdeckte, mit dessen Septett er 2000 durch Europa tourte. Ab dem Herbst desselben Jahres studierte er an der Juilliard School of Music bei Kenny Barron und Eric Reed sowie der klassischen Pianistin Oxana Yablonskaya. 2006, ein Jahr vor seinem Studien-Abschluss, veröffentlichte er sein Debütalbum Mozart Jazz bei dem japanischen Label Pony Canyon. Das Konzertalbum Live at the Caramore folgte 2008.
Mit dem Album Live at the Players (2010), das zwei seiner Trios dokumentierte (Quincy Davis und David Wong bzw. Paul Sikivie und Lawrence Leathers), gewann er 2012 den Prix du Jazz Classique der Académie du Jazz, 2013 den Jazz Journalists Award als Up-and-Coming Artist und 2014 den Preis als Monterey Jazz Festival Commission Artist. 2011 gewann er die Cole Porter Fellowship der American Pianists Association und damit auch einen Plattenvertrag beim Label Mack Avenue Records. Dort veröffentlichte er zunächst The Bespoke Man’s Narrative (2013), das sich mit der Musik des Modern Jazz Quartet beschäftigte und auf Platz 1 der JazzWeek Jazz Chart landete.
2013 erschien Diehl zudem auf dem Debüt der Sängerin Cécile McLorin Salvant, WomanChild, mit der er bereits zuvor zusammenarbeitete, dann mehrfach auf Welt-Tournee ging und diese auf deren Alben For One to Love (2015; Grammy), Dreams and Daggers (2016, Grammy) sowie Ghost Song (2022) begleitete. Diehl fungierte weiterhin von 2014 bis 2015 als musikalischer Leiter in der Reihe New Orleans Songbook des Lincoln Center. 2014 war er an der New Yorker Premiere der Piano-Etüden von Philip Glass beteiligt. 2015 veröffentlichte er sein drittes Studioalbum Space Time Continuum, unter anderem mit den Gästen Benny Golson und Joe Temperley.
2017 führte Diehl als Solist mit dem New York Philharmonic und dem Cleveland Orchestra Gershwins Klavierkonzert in F auf. Sein Album The Vagabond (2020) mit Paul Sikivie am Kontrabass und Gregory Hutchinson am Schlagzeug enthält neben Eigenkompositionen Diehls Musik von John Lewis und Sir Roland Hanna sowie von Sergei Prokofjew und Phil Glass. Zusätzlich zu Salvant und Marsalis hat Diehl mit Wycliffe Gordon, Marcus Printup, Warren Wolf, Lew Tabackin, Bria Skonberg, Matt Wilson und dem Jazz at Lincoln Center Orchestra getourt oder Aufnahmen gemacht. Zu hören war er auch auf Tyshawn Soreys Alben Mesmerism, The Off-Off Broadway Guide to Synergism (2022) und Continuing (2023) und The Susceptible Now. Beim Down Beat Critics Poll 2020 wurde er Sieger in der Kategorie Piano/Rising Star.